# Liefdesslot

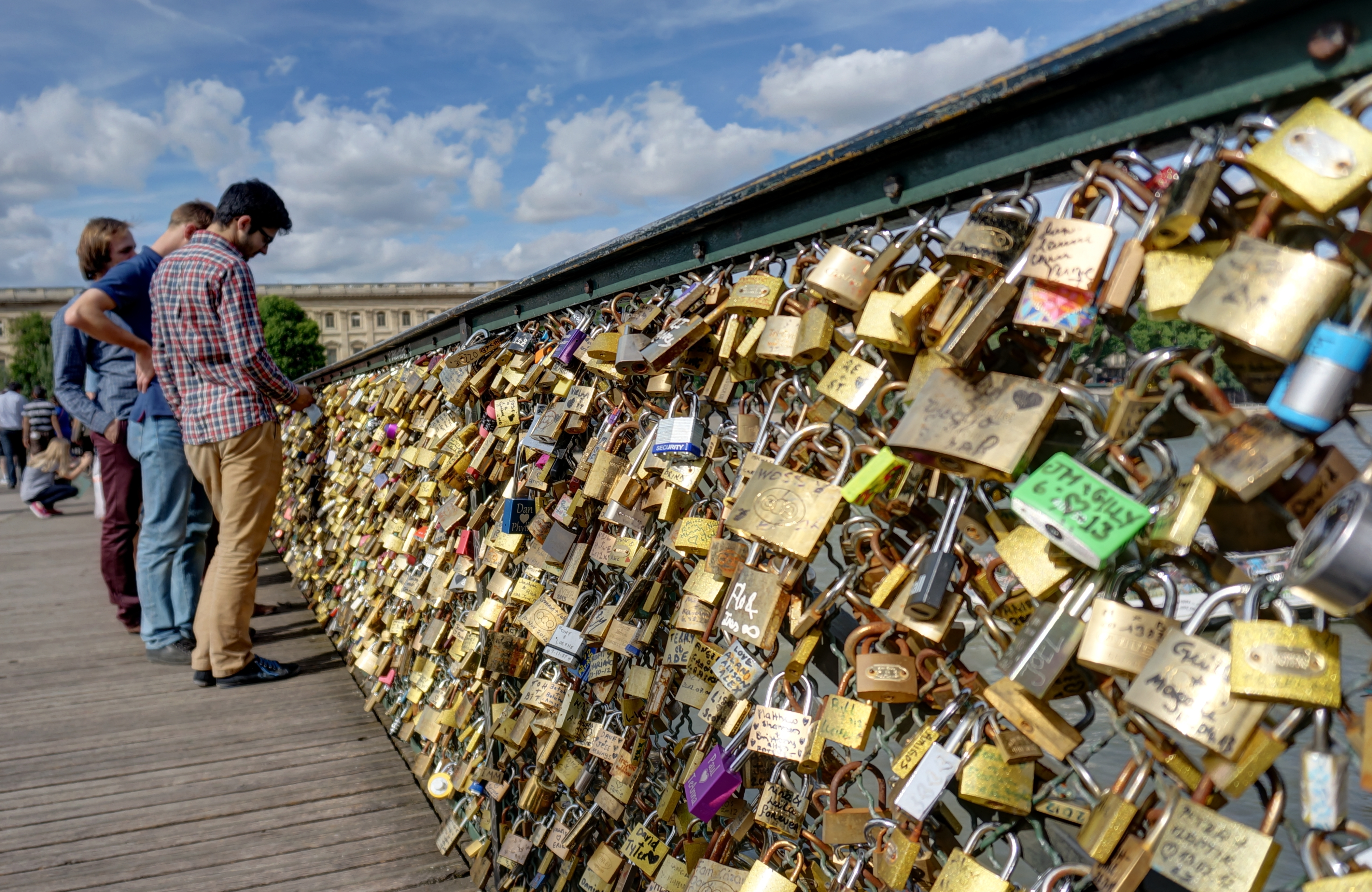
Liefdessloten aan de Pont des Arts, Parijs. In juni 2014 bezweek een hek onder het gewicht.

 Een liefdesslot is een slot waarmee geliefden symbolisch hun liefde betuigen. De sloten worden in souvenirwinkels verkocht, waarbij eventueel de geliefden hun namen in de sloten kunnen laten graferen. Het slot wordt meestal bevestigd aan een brug waarop de sleutel in de rivier wordt gegooid.

## Oorsprong
De oorsprong van de liefdessloten is onduidelijk: oude overleveringen komen uit Rusland, China en Servië. De recente rage rondom liefdessloten komt mogelijk door de Italiaanse roman Ho voglia di te van Federico Moccia uit 2006 en de verfilming uit 2007, waarin twee verliefde tieners een slot met hun namen bevestigen aan de Milvische Brug te Rome.

## Bezwaren
Het plaatsen van liefdessloten lijkt onschuldig, maar toch zijn ze controversieel. Tegenstanders vinden dat de bruggen en andere monumenten waaraan ze bevestigd worden erdoor worden ontsierd. Bovendien kunnen delen van bruggen waaraan ze bevestigd zijn onder hun gezamenlijk gewicht bezwijken. Ook hebben de sloten scherpe randen waardoor mensen zich eraan kunnen bezeren. In sommige steden worden de sloten dan ook verwijderd, waardoor toeristen die liefdessloten (vaak tegen vrij hoge prijzen) kopen in de veronderstelling dat die er ´voor altijd´ hangen, bedrogen uitkomen. 

## Weerstand

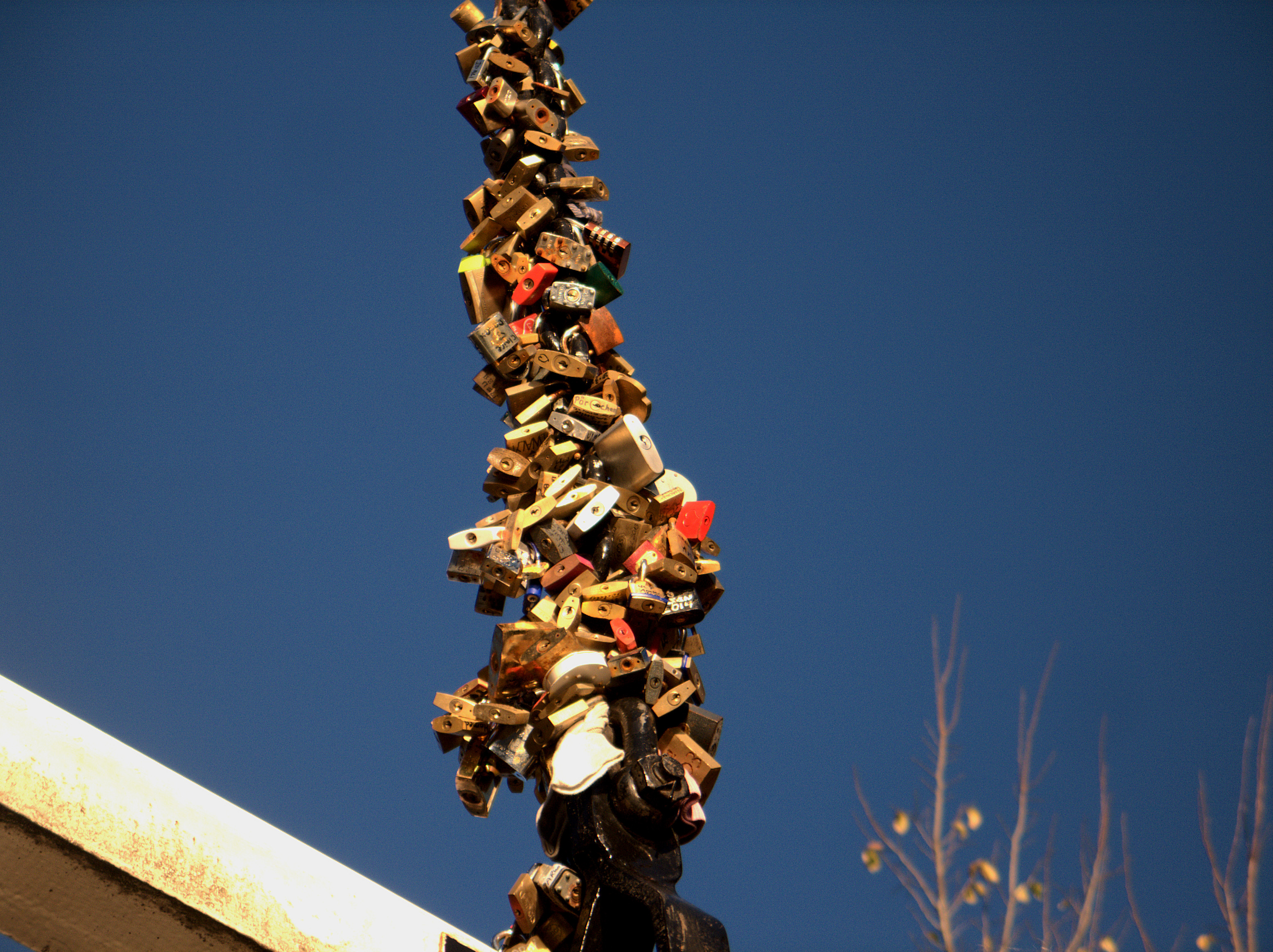
Een van de tuidraden van de Staalmeestersbrug met liefdesslotjes.

In meerdere steden is er weerstand ontstaan tegen de sloten, onder meer omdat ze in grote aantallen de veiligheid van bruggen in gevaar brengen.
- In 2011 werd besloten alle sloten van de eerder genoemde Milvische Brug te verwijderen. Volgens bestuurders was er "niets romantisch aan het fenomeen en wordt de brug er rommelig en lelijk door."[2]
- In 2013 kwam een man in Amsterdam in opspraak nadat hij eigenhandig sloten van de Staalmeestersbrug verwijderde.[3] In 2015 verwijderde de gemeente Amsterdam alle liefdessloten van monumentale bruggen.[4]
- In 2014 werd in Breda een plan om de liefdessloten van de Hoge Brug te verwijderen afgeblazen nadat de ontwerper ontkende dat de sloten de brug in gevaar zouden brengen. Hij noemde het een eer dat zijn brug voor de sloten was uitverkoren.[5]
- In 2014 bezweek een hek van de Pont des Arts in Parijs onder het gewicht van het enorme aantal sloten, dat over de gehele brug geschat wordt op circa 700.000. Hierop startte de gemeente de campagne No love locks, met als poging de bruggen van de stad te beschermen.[6][7] Op 1 juni 2015 werden alle sloten van de Pont des Arts verwijderd vanwege het instortingsgevaar,[8] waarop de gemeente Venlo een aanbod deed om de sloten over te nemen.[9]
- In 2014 verwijderden de stadsdiensten van Gent alle liefdessloten van de Sint-Michielsbrug om "Parijse toestanden" te voorkomen.[10]